# Bánréve
Bánréve este un sat în districtul Putnok, județul Borsod-Abaúj-Zemplén, Ungaria, având o populație de 1.409 locuitori (2011). 

## Demografie
Componența etnică a satului Bánréve
     Maghiari (93,83%)
     Romi (5,75%)
     Germani (0,42%)
Componența confesională a satului Bánréve
     Romano-catolici (39,25%)
     Reformați (17,1%)
     Fără religie (9,44%)
     Greco-catolici (2,77%)
     Necunoscută (30,38%)
     Alte religii (3,26%)
Conform recensământului din 2011, satul Bánréve avea 1.409 locuitori. Din punct de vedere etnic, majoritatea locuitorilor (93,83%) erau maghiari, cu o minoritate de romi (5,75%). Nu există o religie majoritară, locuitorii fiind romano-catolici (39,25%), reformați (17,1%), persoane fără religie (9,44%) și greco-catolici (2,77%). Pentru 30,38% din locuitori nu este cunoscută apartenența confesională.